# Пинчер
Это статья о собаках. О немецком композиторе см. статью Пинчер, Маттиас
Пинчер — группа пород собак. Изначально выводились как крысоловы и охранники, но сейчас используются и как служебные собаки, и просто как домашние любимцы.
Слово «пинчер» (pinscher) — немецкое, хотя, по одной из версий, происходит от английского слова pinch (ущипнуть) и связано с тем, что собакам этой породы обычно купировали уши.
Международная кинологическая федерация относит пинчеров к группе «Пинчеры, шнауцеры, молоссы и швейцарские пастушьи собаки»  и признаёт следующие породы пинчеров: 
- доберман;
- немецкий пинчер;
- карликовый пинчер, или цвергпинчер;
- австрийский пинчер;
- аффенпинчер.

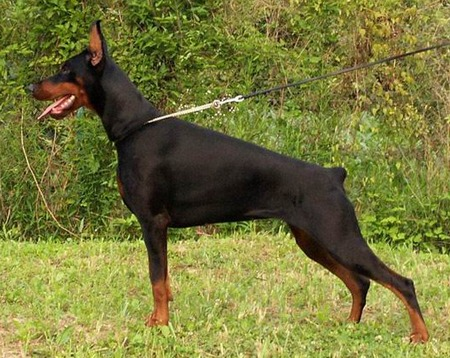
Доберман
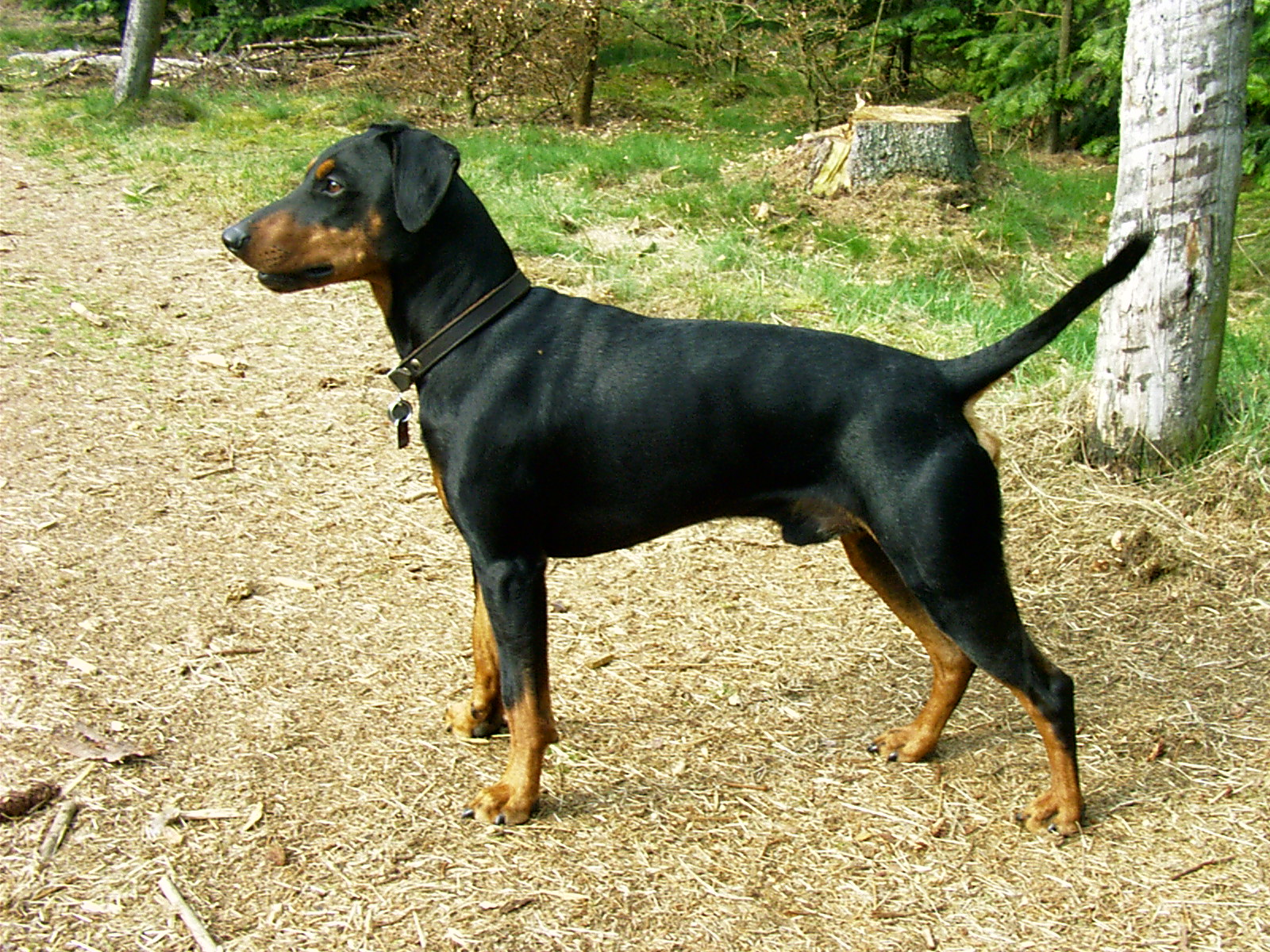
Немецкий пинчер
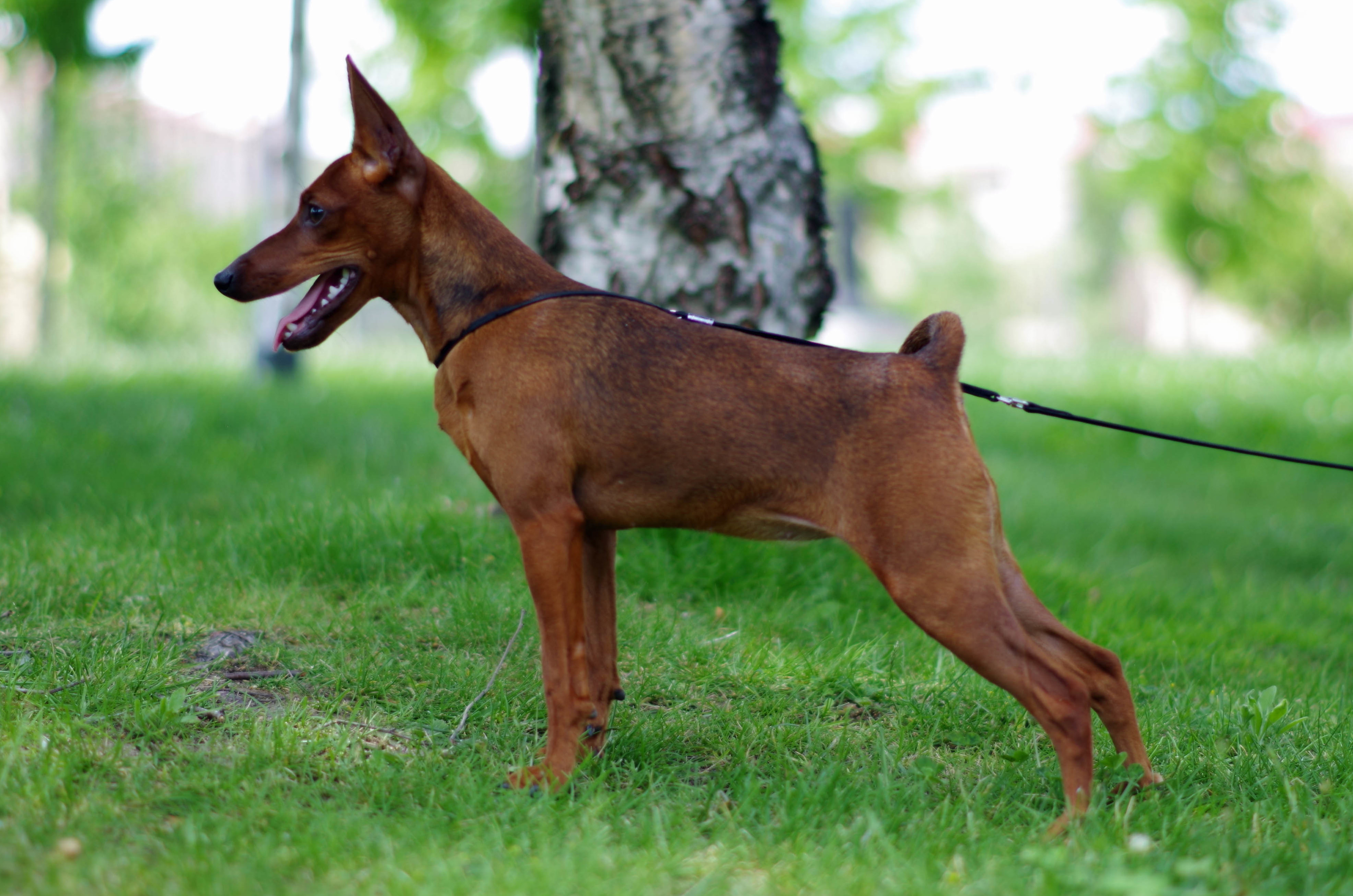
Карликовый пинчер
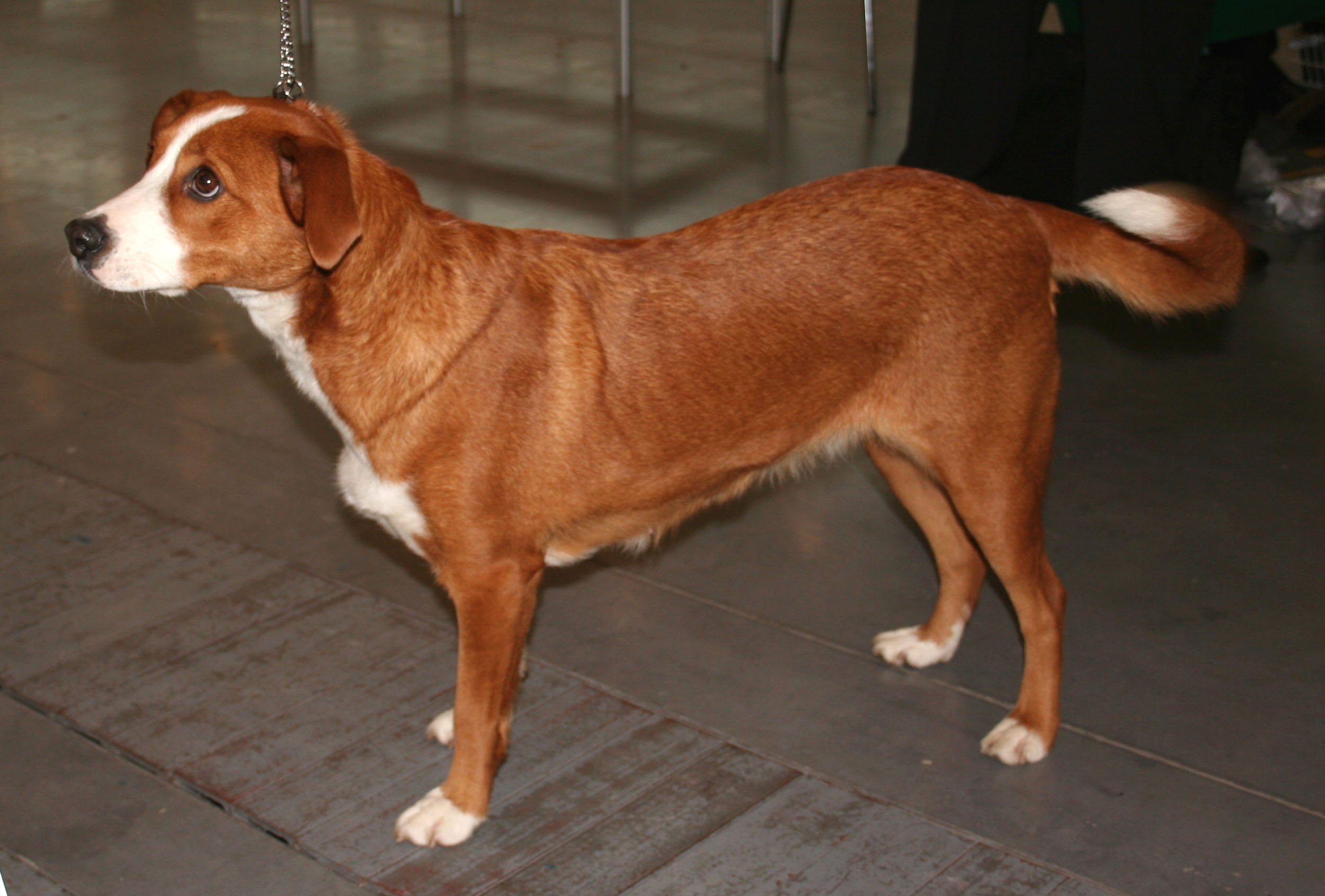
Австрийский пинчер
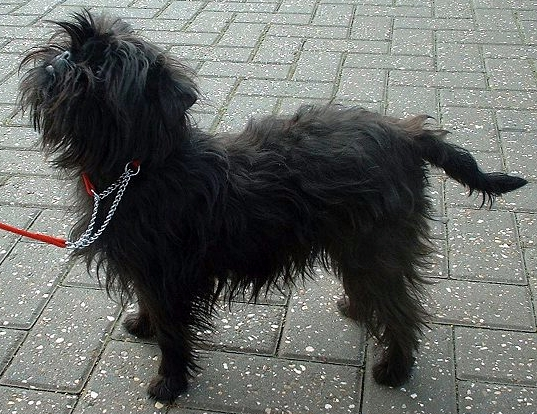
Аффенпинчер